# Usk
Usk (em galês:  Brynbuga) é uma cidade e comunidade em Monmouthshire, País de Gales, a dezesseis quilômetros a nordeste de Newport. Ele está localizado no rio Usk, que é atravessado por uma ponte de pedra em arco na entrada oeste da cidade. O Castelo de Usk, acima da cidade, tem vista para o antigo ponto de passagem. Desenvolveu-se como uma pequena cidade mercantil, com alguma indústria, incluindo a fabricação de utensílios japoneses, e com uma notável prisão construída em 1841/2. Nos últimos anos, Usk tornou-se conhecida por sua história de sucesso nas competições Britain in Bloom, ganhando o prêmio Large Village em 2005. A população residente da cidade em 2001 era de 2.318, aumentando para 2.834 no censo de 2011.

## Etimologia
William Camden registrou que o nome inglês da cidade deriva de Caer-usk (o Caer ou Castrum no rio Usk). O próprio nome do rio pode significar "abundante em peixes" ou simplesmente "água".
A origem do nome galês Brynbuga (Língua galesa: [brɨ̞nˈbɨ̞ga]) é menos certa. O nome britônico local adotado em latim como Burrium ou Burrio foi registrado como Brunebegy e Burenbegie no século XV. O nome moderno é provavelmente um exemplo da metátese linguística comum na topografia galesa. A etimologia popular sugeriu que o nome deriva de Bryn Buga (Colina do Buga) ou Bryn Bugeilio (Colina do Pastor).